# 悪魔のいけにえ3 レザーフェイス逆襲
『悪魔のいけにえ3 レザーフェイス逆襲 』（あくまのいけにえ3 レザーフェイスぎゃくしゅう、Leatherface: Texas Chainsaw Massacre III）は、1990年のアメリカ映画。1974年のホラー映画『悪魔のいけにえ』の3作目。シリーズ3作目で監督はトビー・フーパーからジェフ・バーに変更。

## ストーリー
カリフォルニア州からフロリダ州まで旅行中のミシェル（ケイト・ホッジ）とライアン（ウィリアム・バトラー）は、テキサス州のガソリンスタンドに立ち寄った。しかしそこはソーヤー 一家の住処だった。
しばらくすると、行く手に人皮マスクをかぶってチェーンソーを振り回すレザー・フェイスとそのファミリーが現れた。
ライアンは彼らに切り刻まれて死んでいく。ライアンの虐殺される姿を見てミッシェルは絶叫した。近くにいたベニー（ケン・フォリー）がその声を聞きつけ、ベニー、ミッシェル、レザー・フェイスファミリーのサバイバル戦が始まる。

## キャスト
- ミシェル：ケイト・ホッジ
- ライアン：ウィリアム・バトラー
- ベニー：ケン・フォリー
- レザーフェイス：R.A.ミハイロフ
- テックス・ソーヤー：ヴィゴ・モーテンセン

## スタッフ
- 監督：ジェフ・バー
- 製作：ロバート・カーツマン
- 脚本：デビット・J・スコウ

## 作品解説
前2作を踏まえているものの家族構成は一新されている。
本作ではレザーフェイスは「のこぎりは家族なり」という文字が刻まれたチェーンソーを手にする。また物語の冒頭で人皮マスクを制作するシーンがある。
予告編は泉のそばにレザーフェイスが立っていると泉から女神の手がチェーンソーを放り投げそれをレザーフェイスが受け取り画面のほうを向くといった本編とあまり関係のない内容である。
フレディvsジェイソンで精神病院に置かれていたテレビには悪魔のいけにえ3のクライマックスの映像が流されていた。この時のレザーフェイスを演じたのは『PART 7』から『ジェイソンX』までのジェイソンを演じたケイン・ホッダー。ホッダーは本作のスタントコーディネーターを務める傍ら、本物のチェーンソーを使うシーンとクライマックスシーンのレザーフェイスを演じていた。

## DVD
2008年5月9日にキングレコードからDVDが発売された。